# Cucurbitaria seriata
Cucurbitaria seriata är en svampart som beskrevs av Peck 1876. Cucurbitaria seriata ingår i släktet Cucurbitaria och familjen Cucurbitariaceae.   Inga underarter finns listade i Catalogue of Life.